# Nacaduba samoënsis
Nacaduba samoënsis är en fjärilsart som beskrevs av Druce 1892. Nacaduba samoënsis ingår i släktet Nacaduba och familjen juvelvingar. Inga underarter finns listade i Catalogue of Life.